# آرنه كفالهايم
آرنه كفالهايم هو عداء مسافات طويلة وسياسي نرويجي، ولد في 25 أبريل 1945 في هونفوس في النرويج. نشط حزبياً في حزب العمال.

## وصلات خارجية
- آرنه كفالهايم على موقع الاتحاد الدولي لألعاب القوى (الإنجليزية)
- آرنه كفالهايم على موقع أوليمبيديا (الإنجليزية)